# Svarttofsad mestyrann
För fågelarten Anairetes reguloides, se svartvittofsad mestyrann.
Svarttofsad mestyrann (Anairetes nigrocristatus) är en fågel i familjen tyranner inom ordningen tättingar.

## Utbredning och systematik
Fågeln förekommer i Anderna i södra Ecuador och västra Peru (Pasco). Den behandlas som monotypisk, det vill säga att den inte delas in i några underarter.

## Status
IUCN kategoriserar arten som livskraftig.